# Sarsuela de peix
La sarsuela de peix és una preparació molt refinada," un dels grans plats de la restauració catalana", fet amb diferents peixos de roca i mariscs cuinats en una cassola de fang, amb un sofregit i una picada. Aquest plat molt agradable als ulls és típic de la zona costanera de l'Empordà, la Selva (Blanes, Lloret, Tossa), al Baix Maestrat (Vinaròs, Benicarló, Peníscola), a la Plana (Castelló de la Plana), a la Ribera Baixa (Cullera), a la Safor (Oliva i Gandia), a la Marina Alta (Xàbia), a Barcelona,
i a la Catalunya Nord.
Tradicionalment la sarsuela es menja en reunions familiars i d'amics amb motiu de grans ocasions, ja que resulta un plat car i entretingut de fer, però més apte que altres plats similars, com l'all cremat, per a quan hi ha molts comensals a taula. Hi ha qui descriu el plat com una "paella sense arròs".
A la Barcelona de les fondes de sisos van anomenar humorísticament òpera la sarsuela que contenia llagosta.

## Origen
L'origen no és gaire clar, alguns el situarien "més aviat" (respecte al Rosselló) originari de la Costa Daurada mentre que per d'altres, com Toni Massanés, director de la Fundació Alícia (Alimentació i Ciència), és "la versió barcelonina del suquet de peix". Als restaurants barcelonins es va començar a fer el segle XIX i al començament del XX es va adoptar a la Costa Vermella. Per a Manel Marquès, cap de cuina del restaurant barceloní El Suquet de l'Almirall, l'origen és inequívocament barceloní, concretament a la Barceloneta a començaments del segle xx. Per a Ferran Agulló i Jaume Fàbrega el plat va ser creat "segurament a la Barcelona modernista".

## Plats similars
- La paella es diferencia en el fet que es cou a la paella i té arròs. Al País Valencià, a més, al contrari que a Catalunya, no és habitual que contingui peix i marisc, sinó que hi predominen les verdures.
- La caldereta té un origen humil i de pocs ingredients, de quan les llagostes eren més barates i fàcils d'obtenir que el pollastre o altres proteïnes. És un plat que es pot fer a la barca, per pescadors o per excursionistes locals, el cap de setmana. També és un plat més antic. Actualment però comparteix amb la sarsuela, a més de ser peix o marisc guisat, el fet de ser considerat un plat car i luxós, propi de festes.
- El suquet de peix es diferencia a primera vista en el fet que conté patata. Com la caldera o caldereta, es tracta d'un plat d'origen antic i humil, que els pescadors feien, en aquest cas, amb els peixos trencats que no podrien vendre al mercat. Alguns consideren que la sarsuela és una versió burgesa d'aquest plat, en una època en què el suquet no es consideraria prou noble.
- L'all cremat també era un plat senzill i quotidià de pescadors, que cuinaven a la barca. Es feia amb el peix de què es disposava, sovint de roca, i, com els anteriors, i la sarsuela també, està cuinat amb un sofregit, que en aquest cas és especial, i una picada. Abans d'afegir el tomàquet al sofregit cal fregir uns quants alls sencers, sense pelar, fins que quedin foscos, d'on ve el nom del plat.
- Romesco de peix

## Curiositats
En Salvador Dalí, anava a tres restaurants a Cadaqués, on solia menjar plats de pescadors a base de peix. Èren el Ca l'Anita, La Galiota i Sa Gambina. En aquest darrer, de Tomàs Carreras, el plat que demanava més era la sarsuela i l'òpera, que menjava amb un aperitiu a base de cava rosat i unes postres amb gelat de vainilla i suc de taronja o bé un pijama. En Dalí i na Gala "aprofitaven per a muntar algun xou", per exemple, na Gala agafava la closca de la llagosta de la sarsuela que acabava de menjar, la llençava a terra i començava a xafar-la amb els peus per a fer-la cruixir; mentre en Dalí canviava de taula.